# Linsey Godfrey
Linsey Godfrey (Stuart, 25 luglio 1988) è un'attrice statunitense, nota principalmente per i ruoli di Caroline Spencer Jr. in Beautiful e di Sarah Horton ne Il tempo della nostra vita.

## Biografia
Ha recitato in varie serie televisive quali One Tree Hill, Surface, NCIS e in seguito come guest star in Cold Case e CSI: Miami. Dal 2012 al 2018 ha fatto parte del cast della soap opera statunitense Beautiful, interpretando il personaggio di Caroline Spencer Jr.. Subito dopo è entrata nel cast di un'altra soap opera americana, Il tempo della nostra vita (Days of Our Lives), nel ruolo di Sarah Horton, che interpreta dal 2018.

## Vita privata
Nel 2006 le è stato diagnosticato un linfoma di Hodgkin, una forma curabile di cancro, e in conseguenza della malattia ha preso una pausa di un anno dal lavoro. Nel mese di dicembre 2013 il suo compagno Robert Adamson (attore in Febbre d'amore) ha annunciato la gravidanza dell'attrice su Twitter, ma i due si sono lasciati dopo poco. Successivamente la donna è stata legata a Marco James Marquez per circa un anno, mentre attualmente è fidanzata con Breckin Meyer.

## Filmografia

### Cinema
- La coniglietta di casa (The House Bunny), regia di Fred Wolf (2008)
- The Assignment, regia di Timothy J. Nelson (2009)
- Ritorno alla natura (Jack's Family Adventure), regia di Bradford May (2010)
- My Funny Valentine, regia di John Bevilacqua (2012)
- Altergeist, regia di Tedi Sarafian (2014)
- The Culling, regia di Rustam Branaman (2015)
- Un amore malato (He's Watching), regia di Steven Brand (2018)

### Televisione
- One Tree Hill - serie TV, episodio 2x12 (2005)
- Surface - Mistero dagli abissi (Surface) - serie TV, episodi 1x11, 1x12, 1x13 e 1x15 (2006)
- NCIS - Unità anticrimine (NCIS) - serie TV, episodio 3x18 (2006)
- Cold Case - Delitti irrisolti (Cold Case) - serie TV, episodio 5x09 (2007)
- Zack e Cody sul ponte di comando (The Suite Life on Deck) - serie TV, episodio 3x13 (2010)
- CSI: Miami - serie TV, episodio 9x14 (2011)
- I maghi di Waverly (Wizards of Waverly Place) - serie TV, episodio 4x22 (2011)
- Beautiful (The Bold and the Beautiful) - soap opera (2012-2018) - Caroline Spencer Jr.
- The Grove The Series - serie TV, episodio 1x01 (2013)
- Febbre d'amore (The Young and the Restless) - soap opera (2014)
- Il tempo della nostra vita (Days of Our Lives) -  soap opera (2018-in corso)
- Scatti di follia (Deadly Runway) - film TV, regia di Doug Campbell (2018)
- Ossessione Materna (Baby Obsession) - film TV, regia di Ruth Du (2018)

## Doppiatrici italiane
Nelle versioni in italiano delle opere in cui ha recitato, Linsey Godfrey è stata doppiata da:
- Selvaggia Quattrini in Un amore malato, Scatti di follia
- Lidia Perrone in Surface - Mistero dagli abissi
- Monica Bertolotti in Cold Case - Delitti irrisolti
- Maria Letizia Scifoni in Ritorno alla natura
- Guendalina Ward in CSI: Miami
- Annachiara Repetto ne I maghi di Waverly
- Alessia Amendola in Beautiful
- Mariagrazia Cerullo in Ossessione Materna